# Cremeno
Cremeno is een gemeente in de Italiaanse provincie Lecco (regio Lombardije) en telt 1215 inwoners (31-12-2004). De oppervlakte bedraagt 13,2 km², de bevolkingsdichtheid is 78 inwoners per km².

## Demografie
Cremeno telt ongeveer 537 huishoudens. Het aantal inwoners steeg in de periode 1991-2001 met 15,4% volgens cijfers uit de tienjaarlijkse volkstellingen van ISTAT.
| Jaar | Inwoneraantal |
| ---- | ------------- |
| 1991 | 879           |
| 2001 | 1014          |

## Geografie
Cremeno grenst aan de volgende gemeenten: Ballabio, Barzio, Cassina Valsassina, Morterone, Pasturo.